# Edwardsia horstii
Edwardsia horstii is een zeeanemonensoort uit de familie Edwardsiidae.
Edwardsia horstii is voor het eerst wetenschappelijk beschreven door Pax in 1924.